# Долгое жаркое лето
«Долгое жаркое лето» (англ. The Long, Hot Summer) — американский художественный фильм, драма режиссёра Мартина Ритта, премьера которой состоялась в 1958 году. В главных ролях задействованы Пол Ньюман и Джоан Вудворд. Экранизация романа «Деревушка» писателя Уильяма Фолкнера.
Фильм вошел в основную конкурсную программу Каннского кинофестиваля 1958 года. Пол Ньюман получил приз за лучшую мужскую роль.

## Сюжет
Бен Куик (Пол Ньюман) переезжает в город Френчменс Бэнд после того, как его обвинили в поджоге сарая и изгнали из собственного дома. Уилл Варнер (Орсон Уэллс) владеет почти всем в маленьком городишке, и, после знакомства с Куиком, принимает его на работу в свой магазин. Дочь Варнера, Клара (Джоан Вудворд), по мнению отца, никогда не выйдет замуж. У него созревает план, ключевую роль в котором играет Бен — будущий муж Клары.

## В ролях
| Актёр             | Роль            |
| ----------------- | --------------- |
| Пол Ньюман        | Бен Куик        |
| Джоан Вудворд     | Клара Варнер    |
| Энтони Франчоза   | Джоди Варнер    |
| Орсон Уэллс       | Уилл Варнер     |
| Ли Ремик          | Юла Варнер      |
| Анджела Лэнсбери  | Минни Литтлджон |
| Ричард Андерсон   | Алан Стюарт     |
| Сара Маршалл      | Агнес Стюарт    |
| Дж. Пэт О’Мэлли   | Рэтлифф         |
| Мэйбел Альбертсон | Элизабет Стюарт |

## Создание

### Идея
Режиссёр Мартин Ритт давно задумывал экранизировать четыре классических литературных романа. С 1958 по 1962 года Ритт воплощал мечту в реальность. Продюсером всех четырёх лент выступил Джерри Вальд, работавший с режиссёром ещё со времён сотрудничества в компании Warner Bros.. Именно он предложил Ритту снять фильмы по романам «Гамлет» и «Шум и ярость» классика американской литературы Уильяма Фолкнера. Вальд убедил киностудию 20th Century Fox заплатить около пятидесяти тысяч долларов только за то, чтобы выкупить авторские права у самого Фолкнера.
Первый фильм, за который принялся Ритт, из «Гамлета» был переименован в «Долгое жаркое лето», чтобы избежать путаницы с одноимённой пьесой Шекспира. Режиссёр чувствовал, что проект обернётся для него большим успехом. Сценаристами картины стали Ирвинг Раветш и его жена Гарриет Фрэнк-младшая, которые впоследствии будут работать с Мартином Риттом в каждом его фильме.

### Кастинг

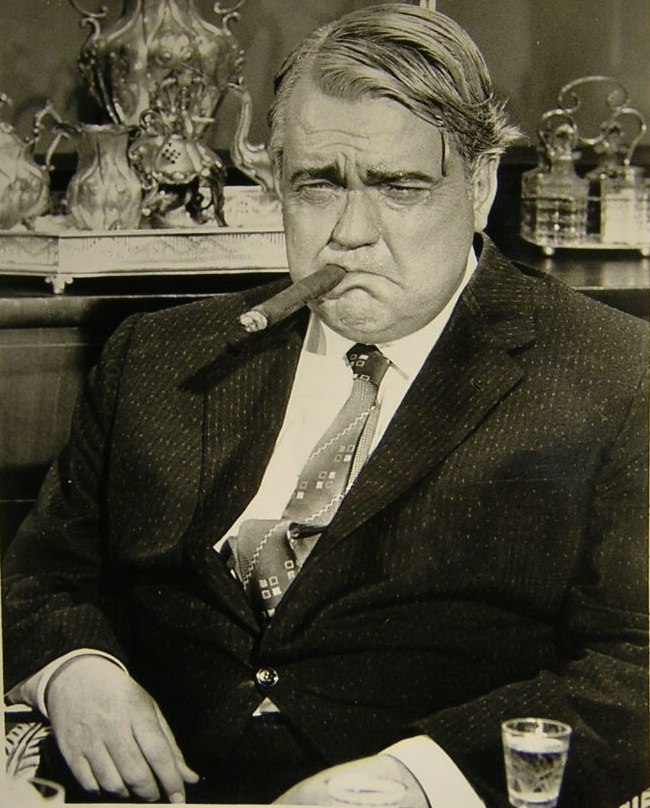
Орсон Уэллс в роли Уилла Варнера

Пол Ньюман познакомился с Риттом ещё в Актёрской студии, где они оба обучались в одном классе. Позже режиссёр пригласил Ньюмана ещё в пять своих лент. Почти весь актёрский состав фильма состоял из выпускников Актёрской студии: Джоан Вудворд (будущая жена Пола Ньюмана), Ли Ремик и Энтони Франчоза.
Однако почти все внимание СМИ к кастингу было приковано из-за возможного участия скандально известного Орсона Уэллса. Кинокомпания 20th Century Fox даже теоретически отрицала утверждение Уэллса на роль Уилла Варнера. Причиной этому стал темперамент и характер актёра, столь известный в узких кругах. Судьбу Уэллса разрешил Мартин Ритт, настоявший на его кандидатуре, заявив, что «Орсон будет потрясающим в этом фильме». Позже Уэллс вспоминал:
Была какая-то доля опасения. Я не знал, с каким валянием дурака мне придется столкнуться, а актёрский состав не знал, с какими моими капризами придется столкнуться им.
С Уэллсом действительно пришлось несладко: как позже заявлял Мартин Ритт, «через две недели после того, как съёмки фильма стартовали, никто не был уверен, что они вообще закончатся». Такая неуверенность возникала из-за того, что актёр постоянно конфликтовал с режиссёром по поводу разнообразных мелочей. В 1965 году, в интервью репортёру газеты The Toronto Star, Ритт рассказывал: «Когда наконец пришло время снимать сцену, я обнаружил его сидящим в кресле и читающим испанскую газету. Он не готовился к съёмкам этого эпизода. Я настолько разозлился, что сказал окружающим: „Хватит. Мы снимем что-нибудь другое“. Следующей же ночью Уэллс позвонил мне и сказал: „Марти, зачем ты это сделал? Зачем ты унизил меня перед всеми?“. Я ответил: „Я унизил?! О чем, черт побери, ты думал, когда сам делал то же самое?“ Вскоре после этого разговора мы все-таки помирились».
Ли Ремик также была поражена и напугана Орсоном Уэллсом: «Он меня испугал всего лишь из-за того, что я тогда была очень молодой. Меня перепугал весь его вид, в том числе вес, остроумие и язык-рапира. Он никого не щадил. Его не волновало, что ты там думаешь, он был иконой. И мы все на него молились». Мартин Ритт, напротив, очень понравился Ремик: «Он был замечательным. Я любила его. Мартин был большим плюшевым мишкой».

### Съёмки
Съёмки картины проходили в городе Батон-Руж, штат Луизиана. Согласно воспоминаниям актрисы Ли Ремик, «съёмочный процесс проходил в неправильное время года. Было дождливо и убого». Это подтверждал и Мартин Ритт: «Мы должны были ждать несколько дней только для того, чтобы солнце хоть появилось».

## Критика
Фильм был положительно воспринят большинством мировых кинокритиков, которые, по большей части, хвалили актёрскую игру Пола Ньюмана и концовку ленты, сделанную в стиле «все жили долго и счастливо»:
- «Долгое жаркое лето — больше трансформация произведения Фолкнера, чем его экранизация. … Несмотря на это, фильм строится на соединении линий социальной комедии, в которой герой завоевывает сердце девушки, и все недопонимания и трудности сразу становятся ясными» — Габриэль Миллер, «Фильмы Мартина Ритта: Фанфары для обычного человека»
- «Ньюман играет зло и остро, как кончик косы» — Time[3]
- «Эта семейная мелодрама, действие которой происходит в маленьком городке, типична для 1950-х годов своей основной темой и напряжением, которое дополняют великолепные актёрские работы Пола Ньюмана, Джоан Вудворд и Ли Ремик» — Эмануэль Леви, emanuellevy.com[4]

## Награды и номинации
- 1958 — номинация на премию круга кинокритиков Нью-Йорка за лучшую женскую роль (Джоан Вудворд).[5]
- 1958 — лента вошла в список десяти лучших фильмов года по версии Национального совета кинокритиков США.[5]
- 1958 — участие в конкурсной программе 11-го Каннского кинофестиваля[англ.], где фильм получил приз за лучшую мужскую роль (Пол Ньюман).[5]
- 1959 — номинация на премию Гильдии сценаристов США за лучший сценарий к кинодраме (Ирвинг Раветш, Гарриет Фрэнк-младшая).[5]
- 1959 — номинация на премию Гильдии режиссёров США за лучшую режиссёрскую работу (Мартин Ритт).[5]